# Oligoclada rhea
Oligoclada rhea – gatunek ważki z rodziny ważkowatych (Libellulidae). Występuje na terenie Ameryki Południowej.